# Arka Sokaklar
Arka Sokaklar ist eine türkische Krimiserie, die seit 2006 in der Türkei auf Kanal D ausgestrahlt wird. Die von 2006 bis 2023 von „Erler Film“ produzierte Serie wurde 2023 an „D Media“ übergeben.

## Handlung
Die Serie handelt vom Kampf türkischer Polizisten in Istanbul gegen Kriminelle und Räuber, aber auch gegen Terroristen und Organisiertes Verbrechen. Dabei werden auch unterhaltsame Familienszenen gezeigt. Wie so oft gerät das Team der Polizei immer wieder in Schwierigkeiten und Bedrängnis. Am Ende sind sie jedoch stets erfolgreich und lösen auch die Konflikte untereinander.

## Hintergrund
Arka Sokaklar gilt als die am längsten laufende Serie ohne Unterbrechung des Landes.

## Charaktere

### Rıza Soylu (1- )
Soylu ist Polizeipräsident (4. Klasse) der Istanbuler Polizeibehörde und arbeitet in der Abteilung für öffentliche Ordnung. Er ist ein erfahrener und erfolgreicher Polizist und Chef des Teams. Von seinen Teamkollegen auch er oft „Rıza Baba“ (Vater Rıza) genannt.

### Hüsnü Çoban (1- )
Çoban ist als Kommissar dem Team beigetreten und wurde im Lauf der Zeit zum Oberkommissar ernannt. Ein ist ein sehr erfolgreicher Polizist, wofür er häufig ausgezeichnet wird. Er ist verheiratet, hat fünf Kinder und auch die Tante seiner Frau lebt bei seiner Familie. Trotz des harten Lebens in Istanbul und der Probleme, die ihm seine Frau oder seine Söhne bereiten, bleibt er stets optimistisch. Er gehört neben Soylu und Güneri zu den ersten Mitgliedern des Teams. Der Tod seiner Frau in Folge 446 hat ihm großen Kummer bereitet. 

### Mesut Güneri (1-632)
Kommissar Güneri war der Bombenexperte einer Anti-Terror-Terroreinheit und kehrte mit einem psychischen Trauma seines Einsatzes nach Istanbul zurück. Obwohl er beruflich stets Härte zeigt, ist er in der Familie oder im Team meist freundlich und manchmal auch sarkastisch. Er hat einen Sohn namens Tunç, den er allein erzieht. Im Laufe der Serie wird er hinsichtlich seiner Erlebnisse Rückfällig und trinkt Alkohol, was seinen Kollegen Kummer bereitet. Er ist wie Hüsnü einer der ältesten Mitglieder des Teams und schied in der 632. Folge aus.

### Engin Balkan (44-172, 210-214, 358-376, 493- )
Engin kam als Oberkommissar in der 44. Folge, infolge einer Verletzung von Rıza Soylu, als Stellvertreter in das Team. Seitdem ist er ein Teil der Sondereinheit und stieg in den letzten Jahren zum Polizeipräsidenten 3. Klasse auf. Er war mit der ehrgeizigen Anwältin Başak Balkan verheiratet, welche durch ein Attentat umgebracht wurde. Seit diesem Vorfall kümmert er sich alleine um den gemeinsamen Sohn Mehmet.

### Hakan Çınar (389- )
Der erfahrene Kommissar kam in der 389. Folge in das Team und war vorher in der Abteilung für Terrorismus-Prävention tätig. Im Laufe der Serie heiratete er Aylin Aydın, aber sie ließ sich scheiden und trat vorübergehend aus der Serie aus. Seit ihrem Wiedereintritt in der 641. Folge kommen sich die beiden wieder näher.

### Mehmet Bozok (653- )
Mehmet ist dem Teamchef Rıza nicht unbekannt: er arbeitete früher mit Mehmets Vater zusammen, bevor dieser im Einsatz getötet wurde. Mehmet kommt von der Anti-Terror-Spezialeinheit der Polizei (vergleichbar mit dem SEK bzw. GSG 9).

### Ali Akdoğan (1-600)
Kommissar Akdogan ist das jüngste Mitglied des Teams und wird von seinen Kollegen „Lale“ (Tulpe) genannt. Er dient im Team als Scharfschütze und ist Soylus Schwiegersohn. Nach einigen Schuss- und auch Stichverletzungen, die er überlebt, wird er nach 600 Folgen von Terroristen getötet.

### Zeynep Akyüz Ateş (1-125, 210-292)
Ateş ist eine junge Polizistin und war die Frau von Kommissar Murat Ateş. Sie diente früher bei der Polizeibehörde von Ankara. In Istanbul diente sie zunächst als Verkehrspolizistin, kehrte aber später zum Team zurück und traf sich auch wieder mit Murat. Sie wurde während einer Schießerei am Ohr getroffen und starb in Folge 292 an einer Gehirnblutung.

### Elif Doğan (126-209)
Kommissarin Bahadır stieß in der Folge 126 zum Team hinzu. Ihr Vater ist ein pensionierter Hauptkommissar (Amir) in der Istanbuler Polizeibehörde. Sie war mit Inspektor Sinan Bahadır verlobt. Am Tag ihrer Hochzeit wurde sie von einem Kriminellen angegriffen, der ihr das Messer in den Bauch stach und sie später im Krankenhaus an schwerem Blutverlust starb. Ihr Ausscheiden erfolgte in Folge 209.

### Sinan Bahadir (126-250)
Kommissar Bahadir trat in Folge 126 ins Team ein und passte sich dort schnell an. Er hat ähnliche Eigenschaften wie Murat und beide wurden im Laufe der Zeit gute Freunde. Nachdem Elif am Tag ihrer Hochzeit getötet wurde, schied er in Folge 250 aus. Später wurde er in die Betäubungsmittelabteilung von Diyarbakır berufen und sollte als Experte für Betäubungsmittel ins Team zurückkehren, wozu es aber nicht kam.

### Murat Ateş (1-125, 173-336, 377-385)
Kommissar Ateş ist ein ehrgeiziger und auch fleißiger Polizist. Er war mit Inspector Zeynep Akyüz verheiratet. Er verließ das Team und begann als Sicherheitschef im türkischen Konsulat von London zu arbeiten. Später ließ er sich von seiner Frau scheiden und kehrte ins Team zurück. In Folge 383 verlässt er nach dem Tod seiner Frau erneut das Team und kümmert sich um seinem Sohn Ömer, welcher in Antalya bei seiner Großmutter lebt.

### Melek Serter (168-293, 315)
Serter ist Hilfs-Kommissarin und ab Folge 168 dabei. Sie ist geschieden und hat eine Tochter namens Şirin. Anfangs hatte sie mit Mesut Probleme, aber die beiden wurden später gute Freunde. In der 293. Folge wurde sie in die Polizeibehörde von Kayseri berufen.

## Staffeln
| Staffel | Beginn             | Ende              | Folge Nr. | Folgen pro Staffel | Jahr      | Sender  |
| ------- | ------------------ | ----------------- | --------- | ------------------ | --------- | ------- |
| 1       | 31. Juli 2006      | 26. Juni 2007     | 1–43      | 43                 | 2006–2007 | Kanal D |
| 2       | 3. September 2007  | 30. Juni 2008     | 44–86     | 43                 | 2007–2008 | Kanal D |
| 3       | 8. September 2008  | 29. Juni 2009     | 87–125    | 39                 | 2008–2009 | Kanal D |
| 4       | 21. September 2009 | 28. Juni 2010     | 126–166   | 41                 | 2009–2010 | Kanal D |
| 5       | 23. August 2010    | 20. Juni 2011     | 167–209   | 43                 | 2010–2011 | Kanal D |
| 6       | 5. September 2011  | 18. Juni 2012     | 210–250   | 41                 | 2011–2012 | Kanal D |
| 7       | 3. September 2012  | 28. Juni 2013     | 251–293   | 43                 | 2012–2013 | Kanal D |
| 8       | 7. September 2013  | 28. Juni 2014     | 294–336   | 43                 | 2013–2014 | Kanal D |
| 9       | 12. September 2014 | 26. Juni 2015     | 337–376   | 40                 | 2014–2015 | Kanal D |
| 10      | 20. November 2015  | 1. Juli 2016      | 377–408   | 32                 | 2015–2016 | Kanal D |
| 11      | 23. Juli 2016      | 20. Juni 2017     | 409–447   | 39                 | 2016–2017 | Kanal D |
| 12      | 15. September 2017 | 22. Juni 2018     | 448–485   | 38                 | 2017–2018 | Kanal D |
| 13      | 14. September 2018 | 14. Juni 2019     | 486–521   | 36                 | 2018–2019 | Kanal D |
| 14      | 13. September 2019 | 12. Juni 2020     | 522–556   | 35                 | 2019–2020 | Kanal D |
| 15      | 18. September 2020 | 18. Juni 2021     | 557–594   | 38                 | 2020–2021 | Kanal D |
| 16      | 17. September 2021 | 17. Juni 2022     | 595–632   | 38                 | 2021–2022 | Kanal D |
| 17      | 14. Oktober 2022   | 18. November 2022 | 633–638   | 6                  | 2022      | Kanal D |
| 18      | 1. September 2023  |                   | 639–680   | 42                 | 2023–2024 | Kanal D |